# Josias da Vitória
Josias Mário da Vitória (Colatina, 2 de junho de 1971) é um policial militar e político brasileiro filiado ao Progressistas (PP). Atualmente exerce seu segundo mandato de deputado federal pelo Espírito Santo, sendo líder da bancada de deputados e senadores capixabas em Brasília. Ele é membro das Frentes Parlamentares Evangélica (FPE), Armamentista (FPAR), da Redução da Maioridade Penal, Ambientalista, da Mineração, entre outras. Josias apoia o atual governador Renato Casagrande (PSB) e, ao contrário dos membros da bancada federal do Cidadania, é simpatizante do governo do presidente Jair Bolsonaro.

## Biografia
Nascido na cidade de Colatina, região Noroeste do Espírito Santo, Da Vitória, como é conhecido, ingressou nos quadros da Polícia Militar do Estado do Espírito Santo em 1990. Em 2006, graduou-se em Direito pela UNESC COLATINA (ES) e tem Pós-Graduação em Gestão de Segurança Pública, Privada, Corporativa e do Cidadão pela Universidade Vila Velha (UVV), em 2008.
Na Polícia Militar, atuou até 2006, ano em que passou para o quadro da reserva ao ser eleito para o primeiro mandato de Deputado estadual em sua primeira eleição disputada.
Foi reeleito como Deputado Estadual em 2010 e 2014, totalizando três mandatos na Assembleia Legislativa do Espírito Santo. Na Assembleia capixaba, presidiu Comissões Permanentes importantes, como a de Segurança Pública e a de Educação. Presidiu também a Comissão sobre o Federalismo Fiscal, que discutiu a distribuição dos tributos entre União, Estados e Municípios, e se destacou à frente da Comissão de Representação do Rio Doce, que atuou para diminuir os impactos à população e ao ecossistema após a tragédia do rompimento das barragens de Mariana, em Minas Gerais. Foi Ouvidor Legislativo durante dois anos.

### Deputado federal
Em março de 2018 anunciou sua filiação ao Partido Popular Socialista (PPS). Em outubro se elegeu deputado federal, sendo o terceiro candidato mais votado.
Dentre as principais votações no congresso, Josias votou a favor nas seguintes pautas: MP 867 (que segundo ambientalistas alteraria o Código Florestal anistiando desmatadores); criminalização de responsáveis pelo rompimento de barragens; PEC da Reforma da Previdência e exclusão dos professores nas regras da mesma; PL 3723 que regulamenta a prática de atiradores e caçadores; "Pacote Anti-crime" de Sergio Moro; Novo Marco Legal do Saneamento; MP 910 (conhecida como MP da Grilagem); anistia da dívida das igrejas; convocação de uma Convenção Interamericana contra o Racismo e autonomia do Banco Central.
Josias votou contra o aumento do Fundo Partidário e a possibilidade de alteração ou diminuição do Fundo Eleitoral. Josias e Carmen Zanotto foram os únicos do partido a votarem contra o congelamento de salário de servidores públicos durante a pandemia. Na regulamentação do novo FUNDEB, Josias primeiramente votou pela possibilidade de destinar verbas para a educação privada, mas num segundo momento votou para que a destinação fosse apenas para o ensino público. Josias e Paula Belmonte foram os únicos do partido a votarem contra a prisão do deputado bolsonarista Daniel Silveira (PSL/RJ).

## Desempenho eleitoral
| Ano  | Eleição                    | Cargo             | Partido | Coligação                                                               | Vice                                          | Votos           | Resultado                          |
| ---- | -------------------------- | ----------------- | ------- | ----------------------------------------------------------------------- | --------------------------------------------- | --------------- | ---------------------------------- |
| 2006 | Estadual do Espírito Santo | Deputado Estadual | PDT     | sem coligação proporcional                                              | José Esmeraldo (PDT) João Devens (PDT)        | 16.959 (1,05%)  | Eleito (22º mais votado)           |
| 2008 | Municipal de Colatina      | Prefeito          | PDT     | PDT / PTN / PHS / PTdoB / DEM                                           | Dr. Sandra (PDT)                              | 5.018 (7,82%)   | Não eleito (3º lugar, único turno) |
| 2010 | Estadual do Espírito Santo | Deputado Estadual | PDT     | PDT / PSDB                                                              | Aparecida de Nadai (PDT) Marcos Mansur (PSDB) | 33.374 (1,88%)  | Reeleito (4º mais votado)          |
| 2012 | Municipal de Colatina      | Prefeito          | PDT     | PDT / PSB / PTN / PSC / PR / PPS / DEM / PMN / PV / PSD / PCdoB / PTdoB | Giovana Reali (PSB)                           | 22.319 (36,19%) | Não eleito (2º lugar, único turno) |
| 2014 | Estadual do Espírito Santo | Deputado Estadual | PDT     | PDT / PT                                                                | Luiz Durão (PDT) Nacib (PDT)                  | 40.090 (2,28%)  | Reeleito (4º mais votado)          |
| 2018 | Estadual do Espírito Santo | Deputado Federal  | PPS     | PP / PROS / PPS / PHS / PCdoB                                           | Marcus Vicente (PP), Givaldo Vieira (PCdoB)   | 74.787 (4,16%)  | Eleito (3º mais votado)            |